# Алфорнелуш (станция метро)
«Алфорне́луш» (порт. Alfornelos) — станция Лиссабонского метрополитена. Находится в восточной части города Амадора (пригород Лиссабона), одна из четырёх станций, находящихся за границей Лиссабона (три других — «Реболейра», «Амадора-Эшти» и «Одивелаш»). Расположена на Синей линии (Линии Чайки) между станциями «Амадора-Эшти» и «Понтинья». Открыта 15 мая 2004 года. Название станции связано с расположением в районе Алфорнелуш.

## Описание
Станция построена по проекту архитектора Альберту Баррадаша. Архитектурно станция похожа на станции «Амадора-Эшти» и «Тельейраш».
Художественные работы на станции выполняла Ана Видигал. Стены станции стилизованы под выкройки, использующиеся для пошива одежды.

## Галерея

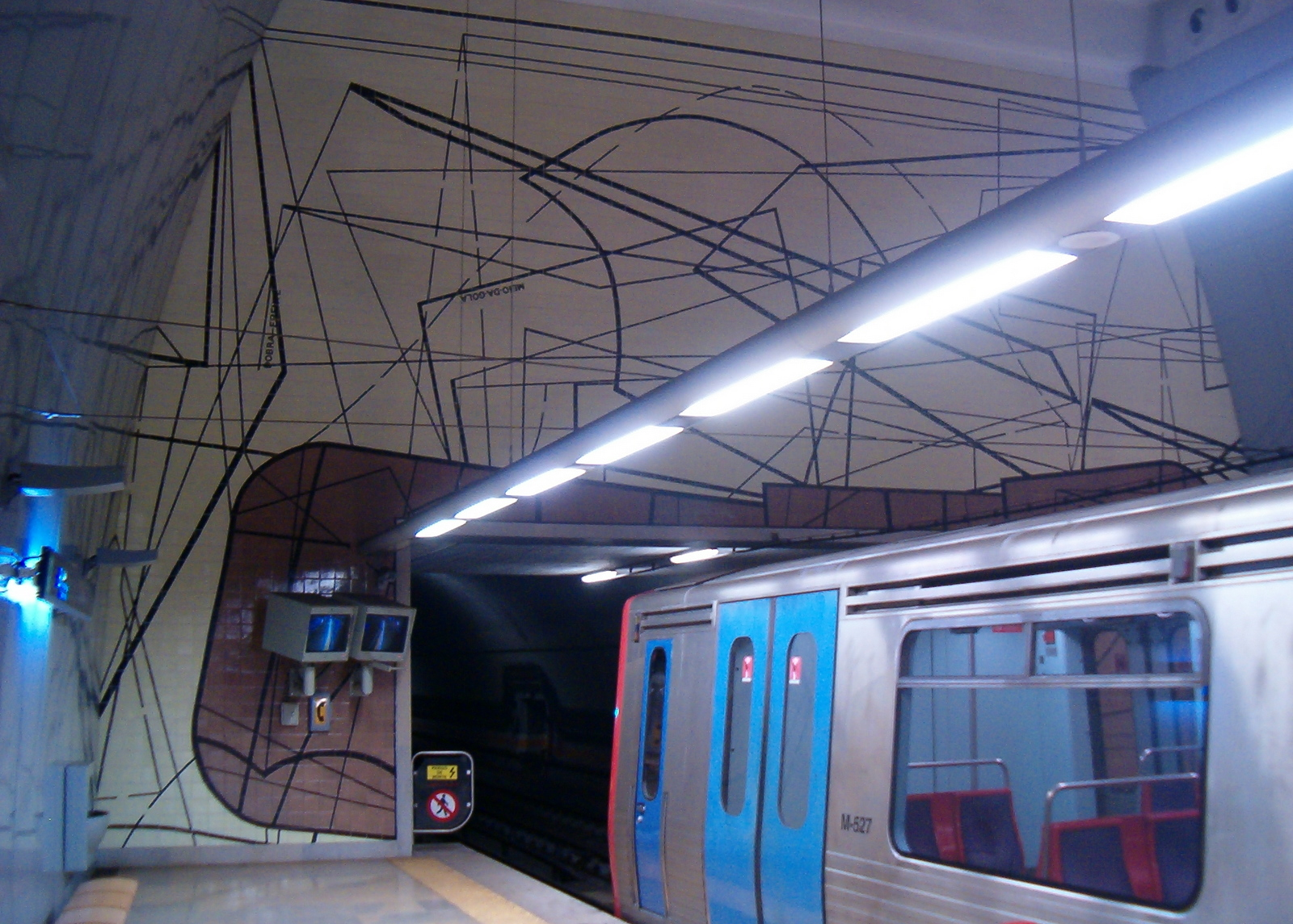
Поезд на станции
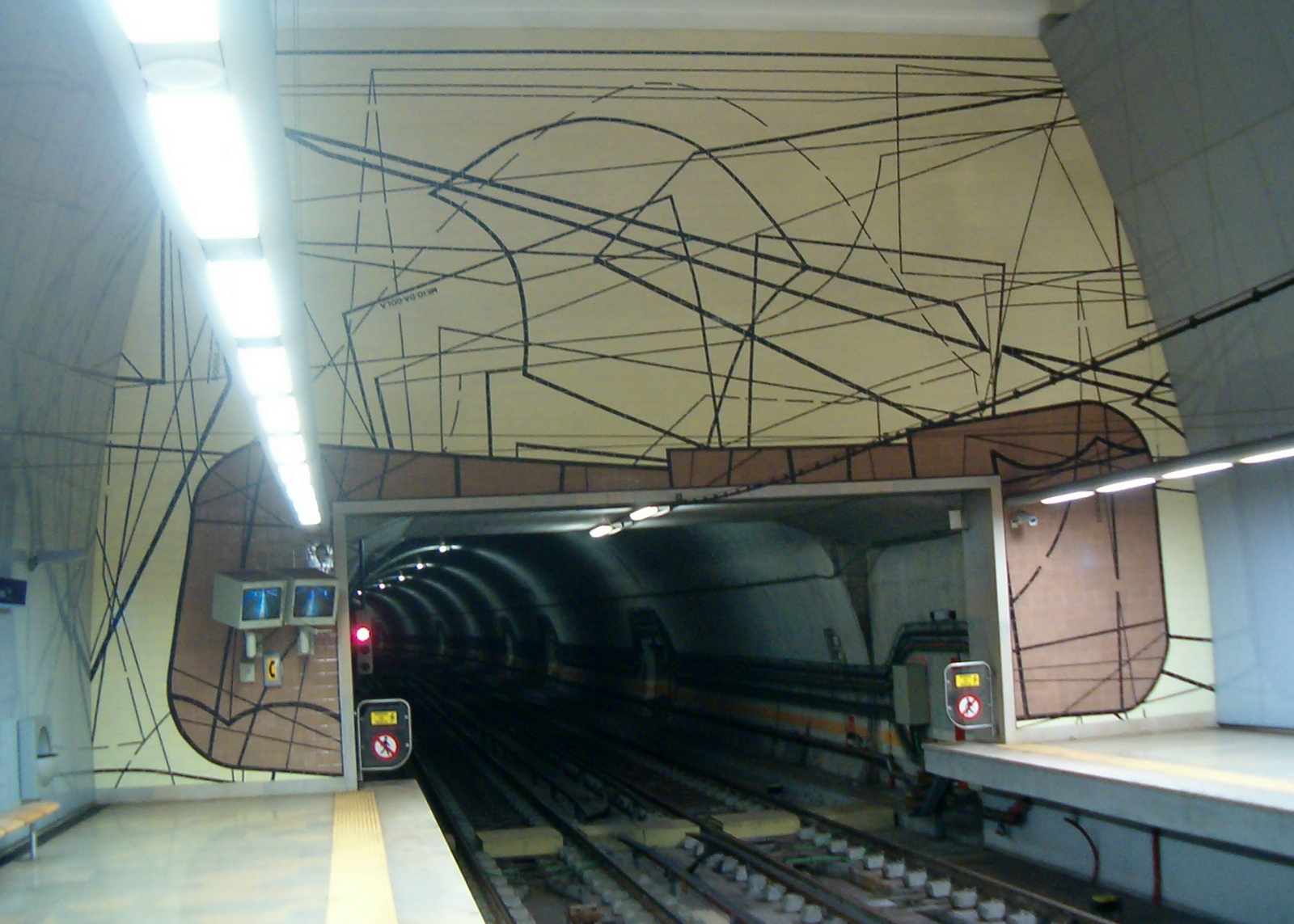
Декорация западного торца станции
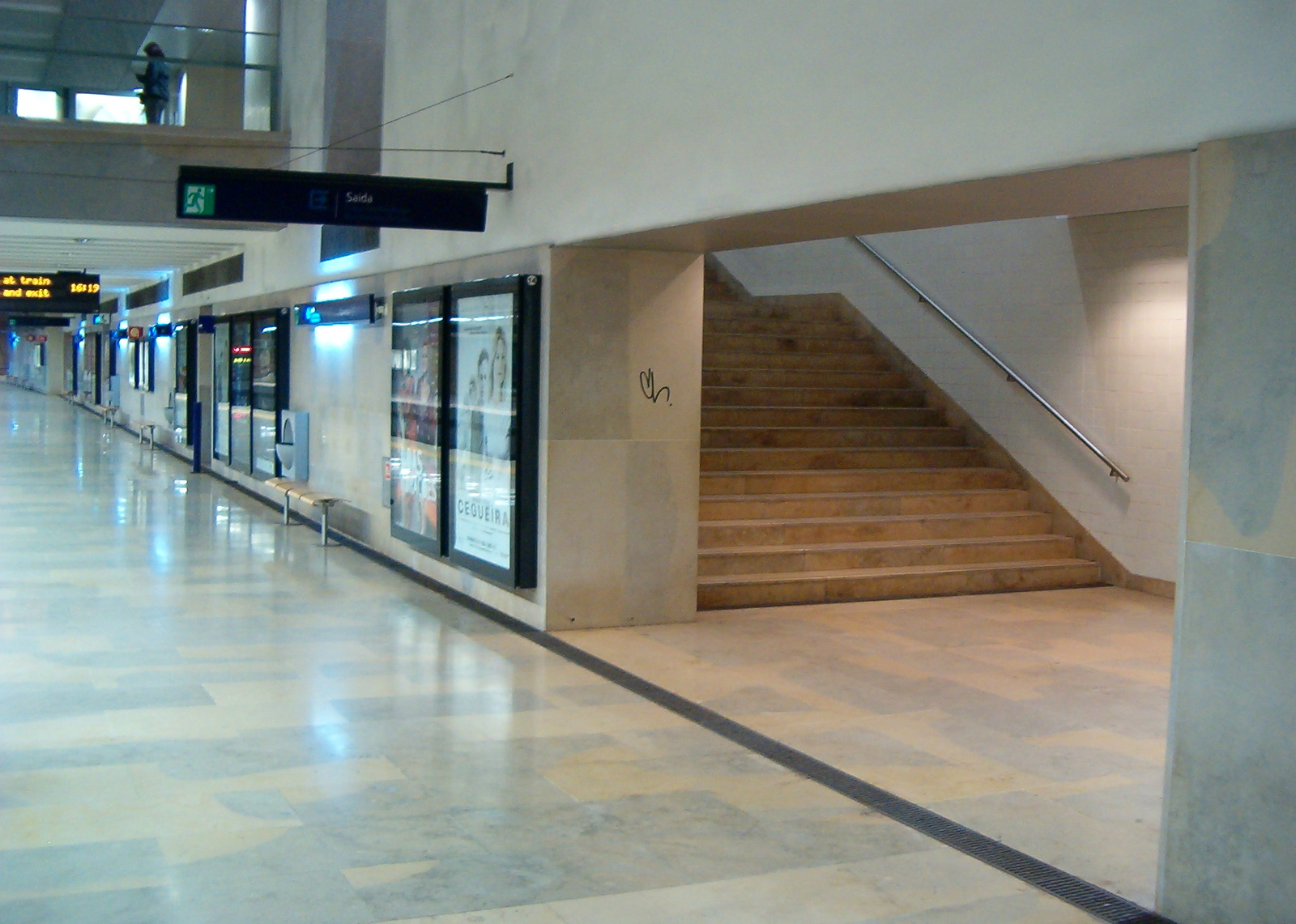
Спуск на посадочные платформы
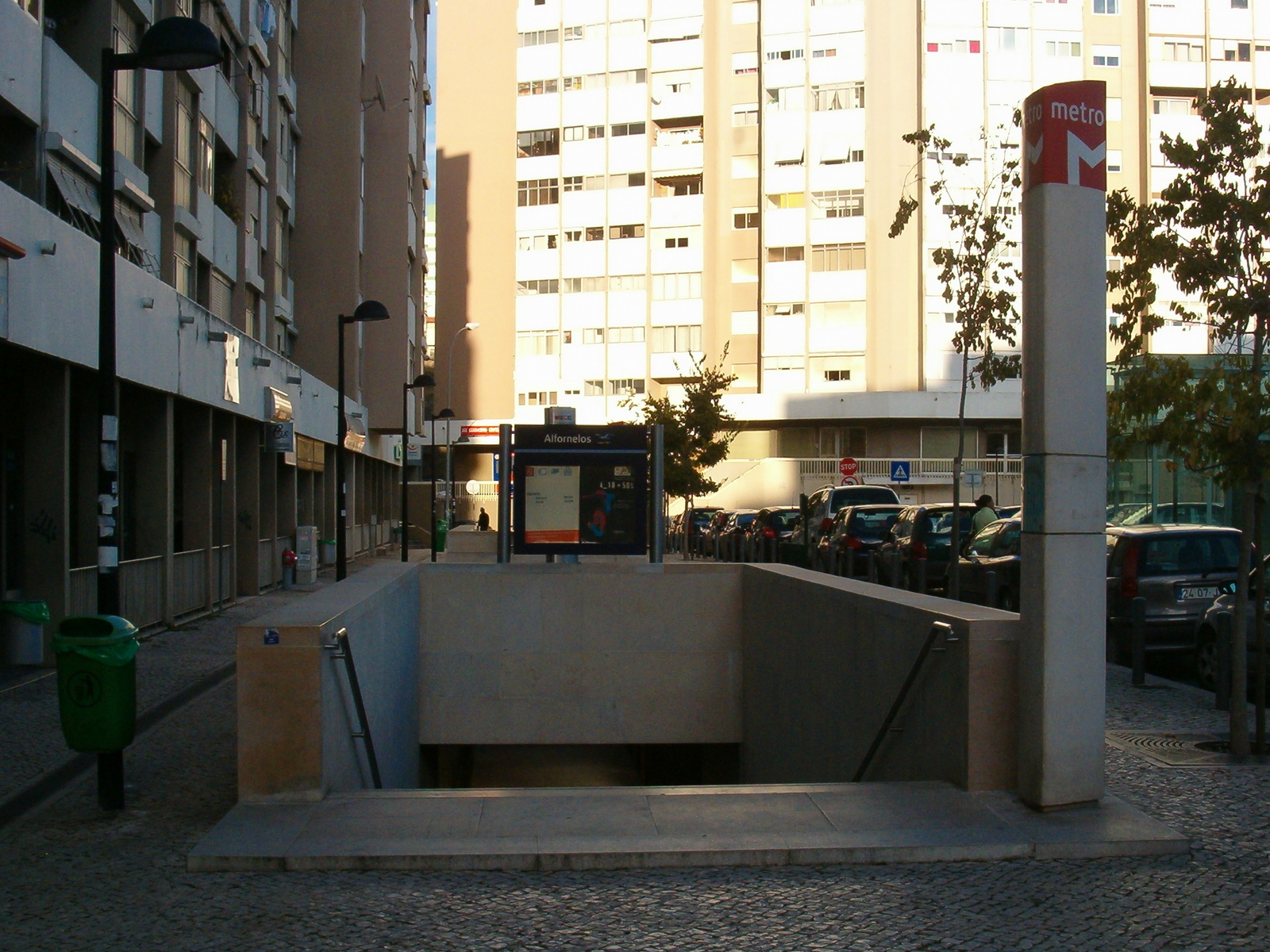
Вход с улицы
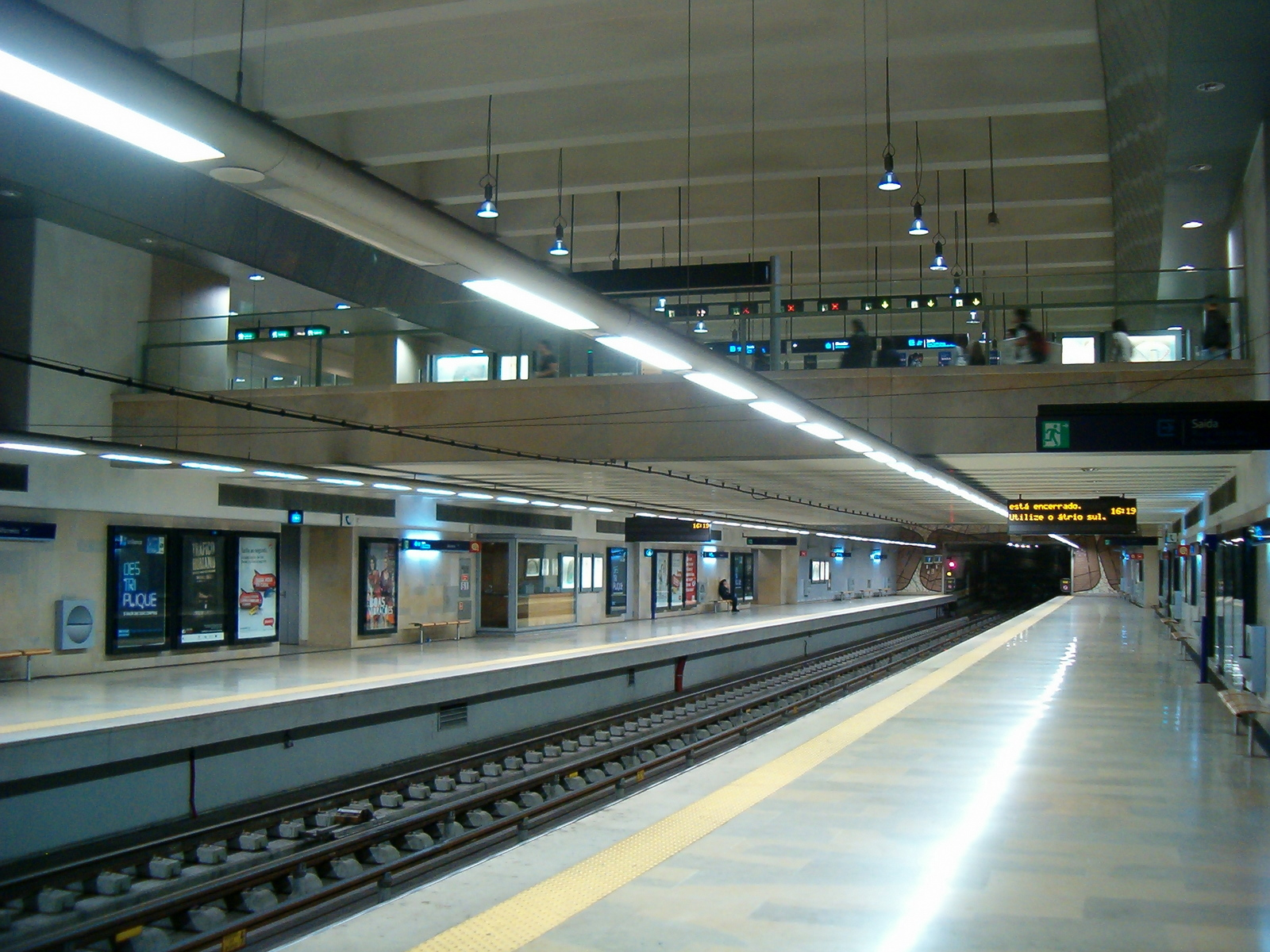
Вид на центральный зал
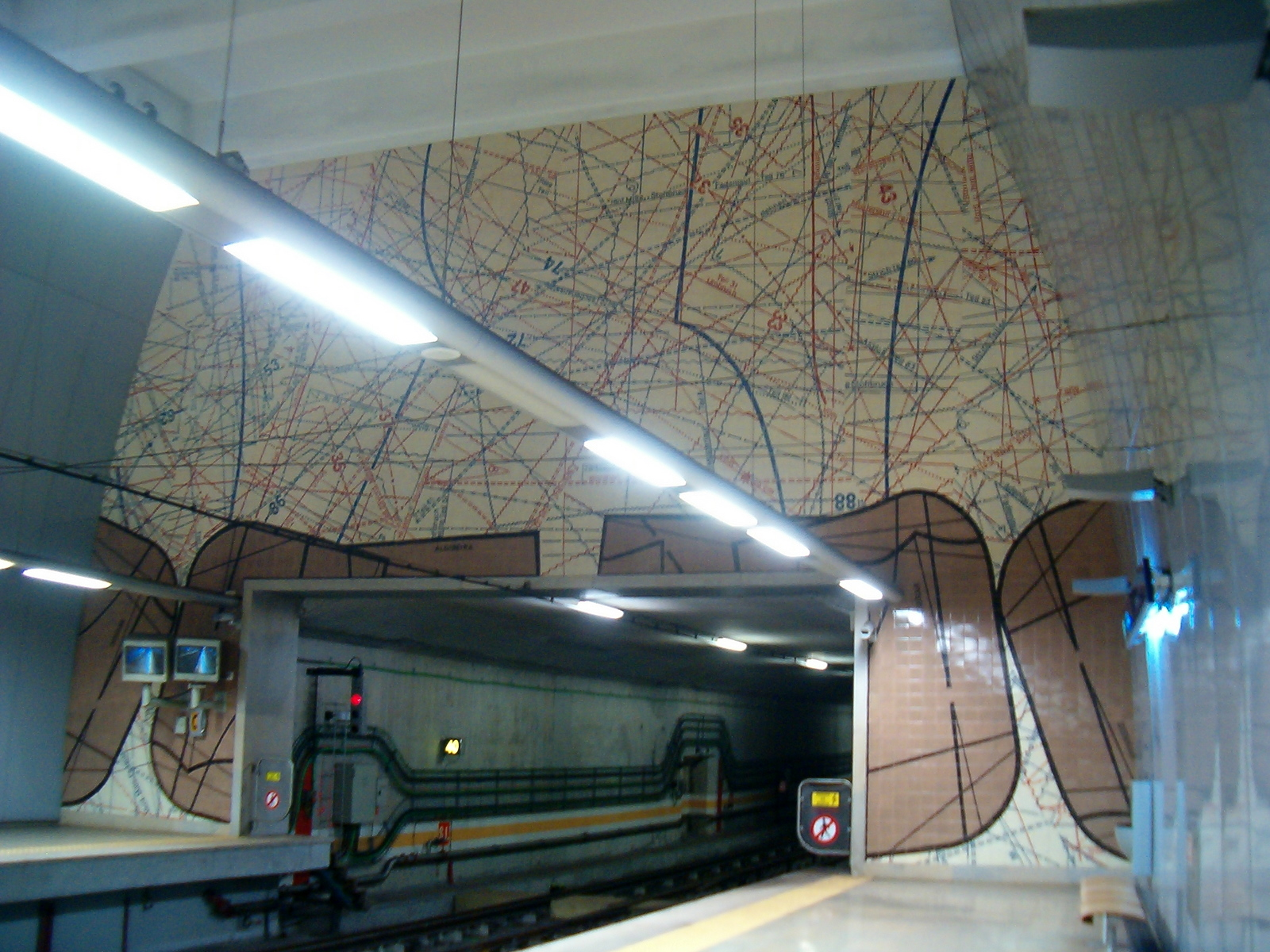
Декорация восточного торца станции
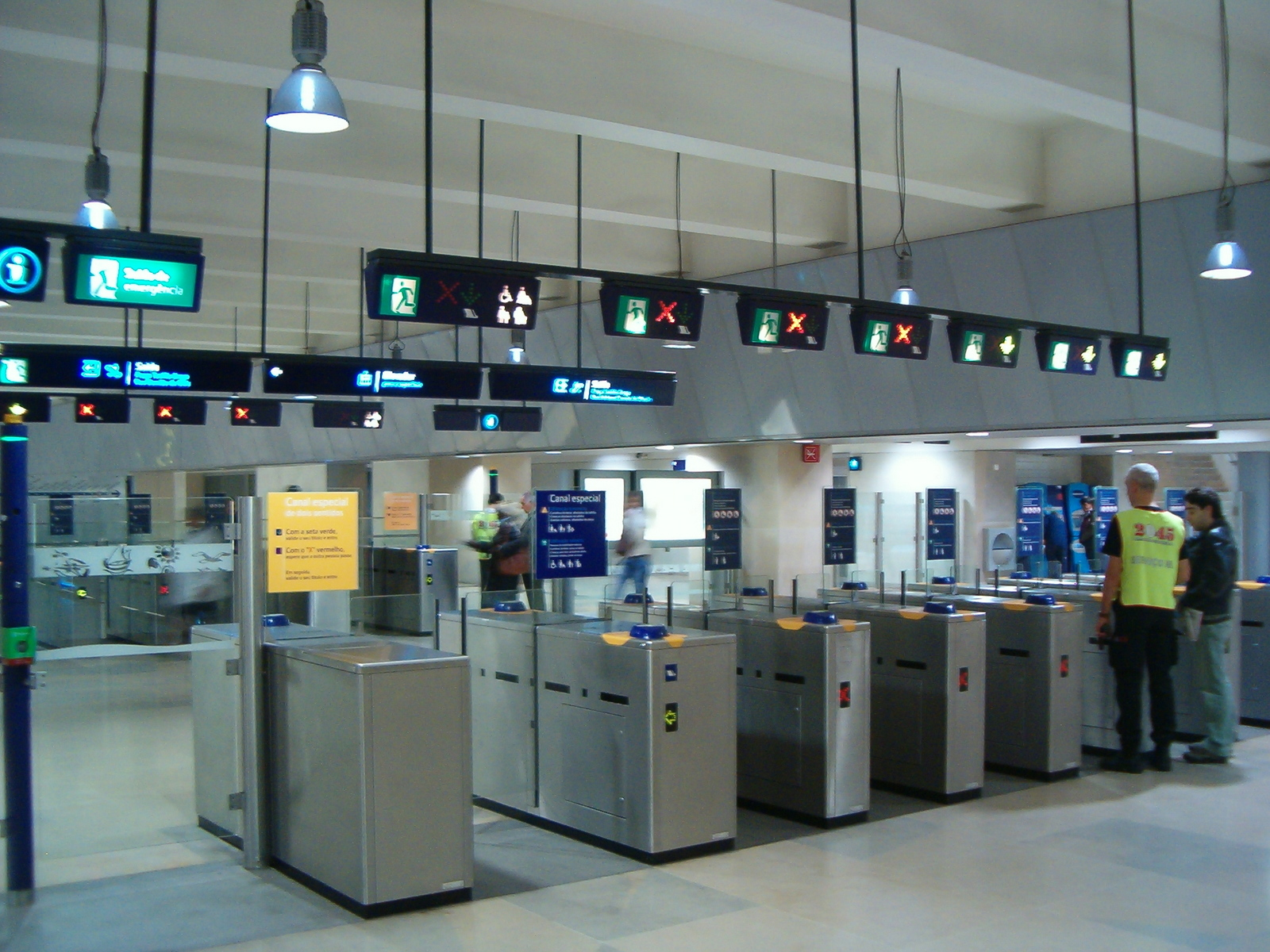
Пропускные турникеты
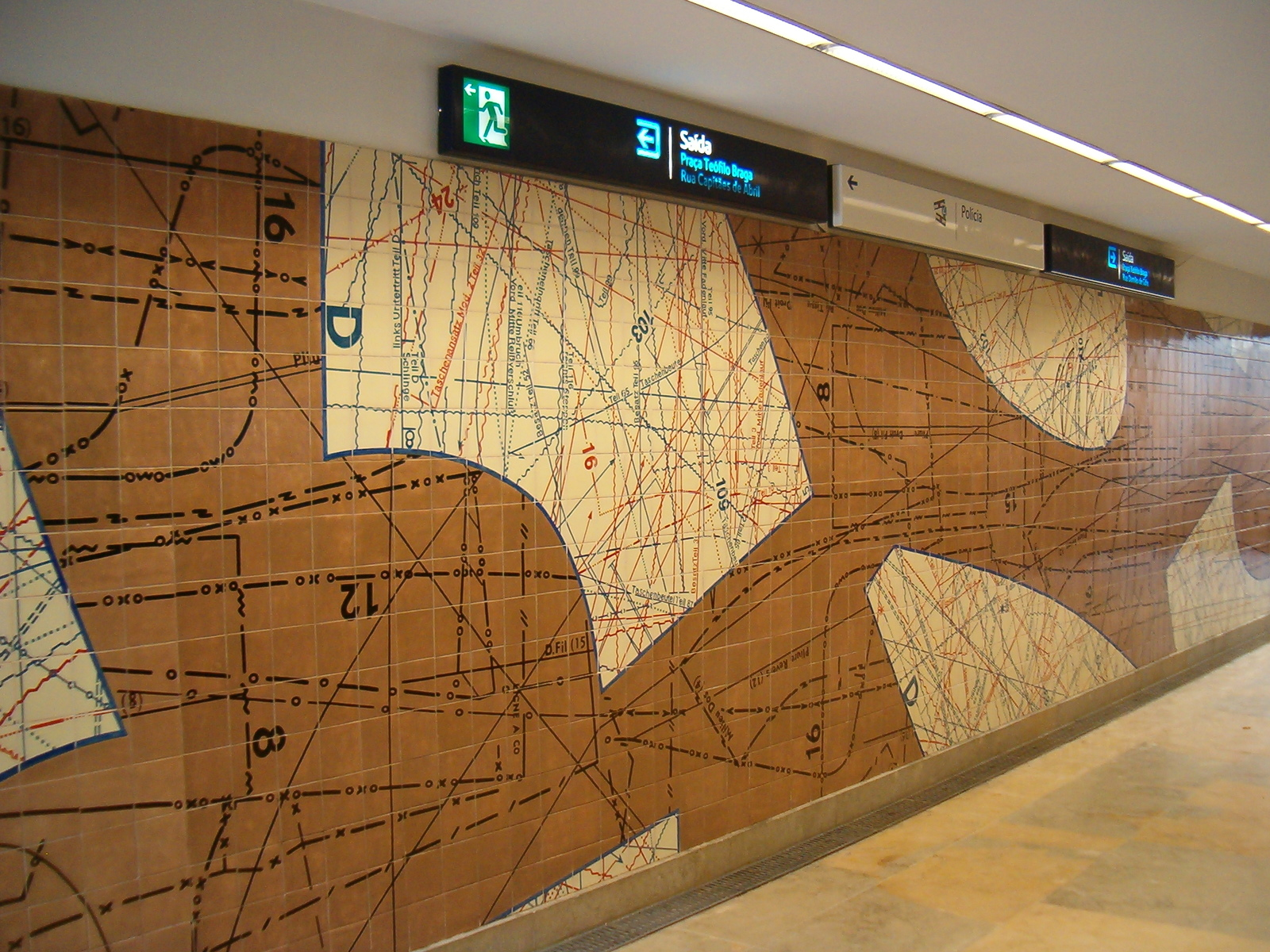
Декорация стен при входе на станцию
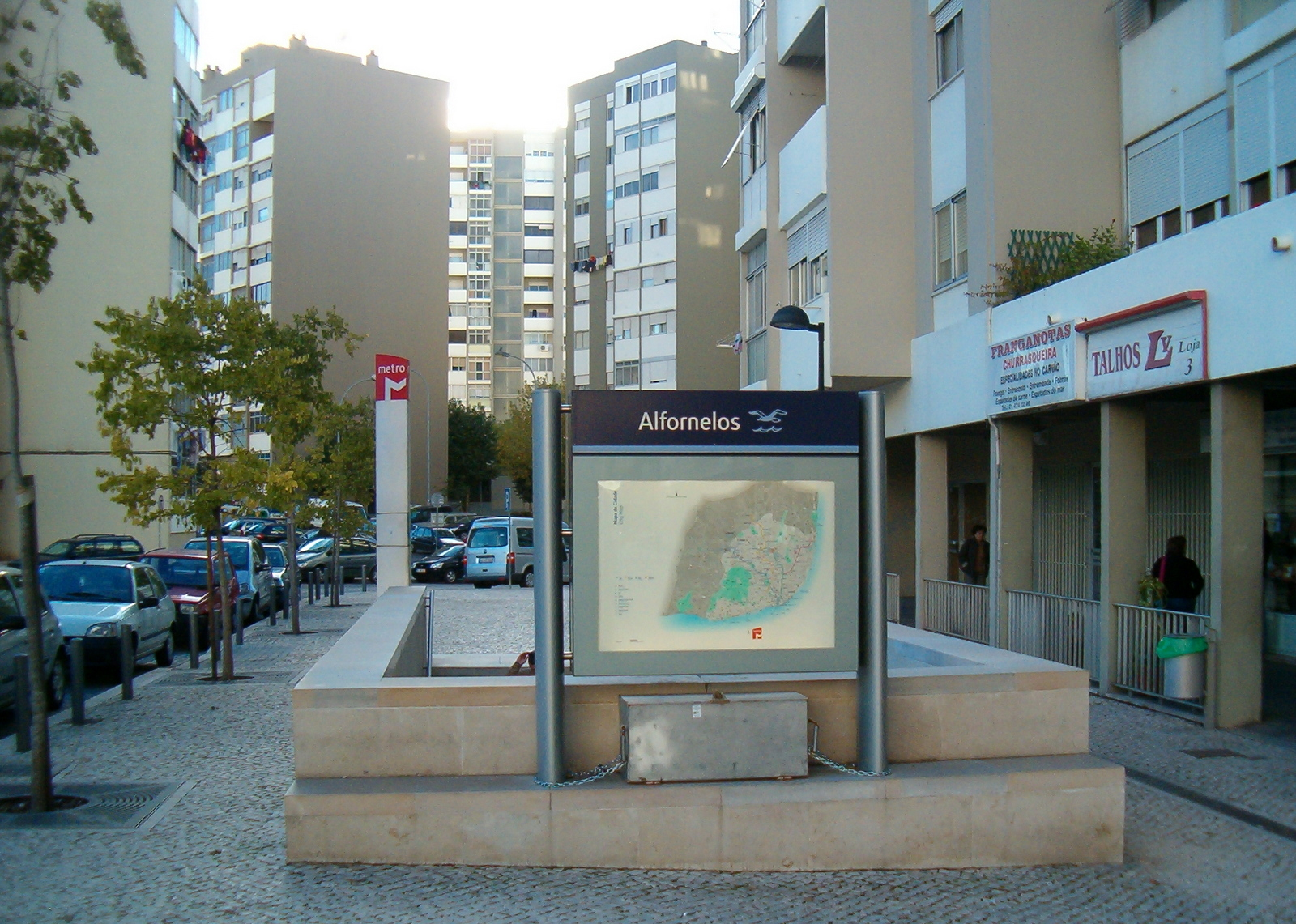
Вход с улицы